# Staatsraad van Vaud
De Staatsraad (Frans: Conseil d'État) is de regering van het Zwitserse kanton Vaud.  Zij bestaat uit zeven raadsleden (conseillers d'État) die elk hun eigen departement leiden.  In feite zijn het ministers die rechtstreeks door het volk verkozen worden.  Onder elkaar stellen zij een voorzitter aan; de huidige voorzitter is Pascal Broulis  (FDP.Die Liberalen). 
De zeven departementen zijn (tussen haakjes de officiële Franse benaming) : 
- Veiligheid en Milieu (Département de la sécurité et de l'environnement)
- Vorming, Jeugd en Cultuur  (Département de la formation, de la jeunesse et de la culture)
- Binnenlandse zaken (Département de l'intérieur)
- Gezondheid en Sociale actie (Département de la santé et de l'action sociale)
- Economie (Département de l'économie)
- Infrastructuur (Département des infrastructures)
- Financiën en Externe betrekkingen (Département des finances et des relations extérieures)